# گمینا اولان-مایورات
گمینا اولان-مایورات (به لهستانی:  Gmina Ulan-Majorat) یک گمینا در لهستان است که در شهرستان رازنگ پودلاسکی واقع شده‌است. گمینا اولان-مایورات ۱۰۷٫۷۷ کیلومتر مربع مساحت و ۶٬۰۶۲ نفر جمعیت دارد.